# ベルマレット
ベルマレット（英: Belmullet、愛: Béal an Mhuirthead）とは、アイルランド・コノート地方メイヨー県のエリス男爵領にある町である。海岸沿いに位置するゲールタハトの町であり、人口は2016年時点で1,019人である。およそ10,000人の人口を擁するエリス男爵領の商業と文化の中心地である。
町の名前はアイルランド語で「マレット（半島）の口」を意味する。

## 地名の由来
ベルマレットという地名の由来は定かではない。アイルランド語で「地峡の口」を意味する"Béal Muileat"または"Béal an Mhuileat"から来た地名ではないかと言われている。メイヨー県出身の歴史家であるバーナード・オハラは『Mayo:Aspects of Its Heritage』にて、「アイルランド語では一般的である"L"から"R"へと綴りが変化したことにより、"Béal an Mhuireat"という名称が与えられ、次第に"Béal an Mhuirhead"へと変化した可能性がある。」と記している。また、後半部分の"mullet"はボラ科の魚の英名（mullet）あるいは紋章学にて用いられる星の形の名称（mullet）を意味しているとも推測している。

## 歴史

### 19世紀から第一次世界大戦まで
1802年時点では、ベルマレットは1軒のスレート屋根の家と数軒の茅葺屋根の家から成る小さな村であった。
1820年に、エリスにおける最初の郵便局がベルマレットに開設され、1822年に、沿岸警備隊の基地が造られた。ウィリアム・ヘンリー･カーターは、町の創始者であるアーサー・シェーンの娘と結婚し、町の開発計画を立て始めたときに、エリスにおけるシェーンが保有する広大な土地を相続していた。ベルマレットとカスルバーを結ぶ新しい道路が敷設され、1824年に完成した。1826年には、大型の波止場が700 ポンドで建設され、カーターはこの内300 ポンドを負担し、残りの内300 ポンドは地元の漁業協同組合が負担した。
1829年に、エリスにおける道路の技師であったアレクサンダー・ニモは「ベルマレットの進歩は驚くべきことだ。この場所はたった4年前に始まったのにもかかわらず、今ではおよそ70軒の立派な家で町が構成されている他、5隻の船が穀物を積んで保管し、帯鋼や石炭、蒸留酒、ビール、ワインを輸入している。イギリスの製品や茶、砂糖が売られ、水産物が市場に流通した。」と記した。
1831年時点でベルマレットの人口は585人であった。1832年にカトリック教会のチャペルが300 ポンドで建造された。1833年には、毎週法廷が開かれる裁判所が200 ポンドで建設され、町が急速に発展していることが示された。1830年代に町を訪問したシーザー・オトウェイはベルマレットを「アイルランドで最も若い町であり、若い全てのものと同様、比較的新鮮で公平である。町には数軒の茅葺小屋もあるが、小さな広場から伸びる、適度な大きさのスレートの家が並ぶ小さな通りや市場で構成されている。店には生活必需品だけでなく、快適性や利便性を高める物品も取り揃えていた。建設は進行中であり、推測が進む。」と評した。東のバリーキャッスルへ向かう道路と、南のニューポートへ向かう道路の2本が新たに敷設された。これにより、この地域からイングランドへの食料品の輸出が始まった。1843年にはプロテスタント教会が建設された。1845年には、アーサー・シェーンによって造られた運河を修復する作業が開始されたが、ジャガイモ飢饉の影響により、完了は1851年まで遅れた。飢饉真っ只中の1846年と1847年の間に、歩道が整備され、旗が立てられた。
19世紀後半には、メイヨー県全体で反乱が発生した。1881年11月には、2人の令状送達者を護衛するために100人以上の警察官が動員され、石や棒を投げつける暴徒に直面した。警察官は暴徒を逮捕するために発砲したため、多くの負傷者が出た。警察は20人を逮捕した。
現在病院が建っている敷地に救貧院が建設され、飢饉で飢えた人々が救貧院へと向かった。飢饉の最中に、3,000人がベルマレットの救貧院に収容されていたと記録されている。ベルマレット周辺の地域は飢饉の影響を強く受け、その後100年の間、多くの住民がアメリカ合衆国やイギリスへと移住した。19世紀後半を通じて、ベルマレットとエリス地域を結ぶ鉄道の開通に関して多くの案が提案された。その内3つのルートが調査され、議論された。
- 第1ルート:バリナ（英語版） - バリーキャッスル（英語版） - ベルマレット
- 第2ルート:ニューポート（英語版） - マララニー（英語版） - ベルマレット
- 第3ルート:バリナ - クロスモリーナ（英語版） - ベルマレット

沿線となる予定の地域に住む住民は、自身の住む地域に鉄道が通るよう働きかけた。しかし、ベルマレットの商人は、鉄道の開業は自身らに悪影響を及ぼし、バリナがより国民の手が届きやすい地域になるのではないかと疑い、恐れた。その結果、大西洋を横断する輸送に役立つはずであった、ブラックソッド（マレット半島の南端に位置する町）への鉄道敷設計画は延期された。その後も多くの人が当局に鉄道敷設を要望し、この鉄道計画がロンドンとカナダやアメリカ間の通信路を改善することが期待されたため、第一次世界大戦後期に勢いを増した。しかし、終戦後の1918年には敷設を希望する運動は終了した。1920年代初頭に、スライゴ・スチーム・ナビゲーション・カンパニーはベルマレット・スライゴ・リヴァプール間を毎週運行していた。

### アイルランド独立戦争
1919年1月にソロヘッドベッグ襲撃事件にて殺害された2人の王立アイルランド警察隊（RIC）の隊員の1人はベルマレッド出身であった。この出来事は独立戦争の引き金となった。10月26日には、少年が地元の無線局を警護する警備員に銃撃され、負傷した。この少年は早朝に家の近くで牛を走らせていた。この事件によって地元住民を激怒させた。
1920年6月に、町の大通りでの暴動中にRICの警察官が1人殺害され、3人が負傷した。警察官は祭りの最中に騒動を起こした男性を逮捕するために介入しており、祭りの参加者は介入に憤慨し、警察官を追跡した。警察は会場から撤退し、家に避難したが、警察官の1人が頭に怪我をしていることが判明した。その後、医者が到着したときには既に死亡していた。8月下旬には、沿岸警備隊の基地が攻撃された。侵入者は警察の巡回によって妨害され、銃撃戦が行われた。侵入者は脱出したものの、基地は破壊されなかった。
戦争後期になり、町に共和国の裁判所が設置された。1921年1月にはバリナの弁護士2人がこの裁判所での裁判に参加したとしてイギリス当局に逮捕・起訴された。逮捕された弁護士の内の1人であるP・J・ラットレッジはイギリスの裁判所で容疑を否認し、カスルバーの監獄に投獄された。
英愛条約により休戦したものの、1921年10月にベルマレットにて破られた。2人の共和国側の警察官が町の例祭後の夜に発生した列を取り押さえていた。この警察官が6人のRIC職員に攻撃され、さらに多くのRICやIRAの隊員が参加し騒動がエスカレートした。その後、銃撃戦が繰り広げられた。

### 第二次世界大戦

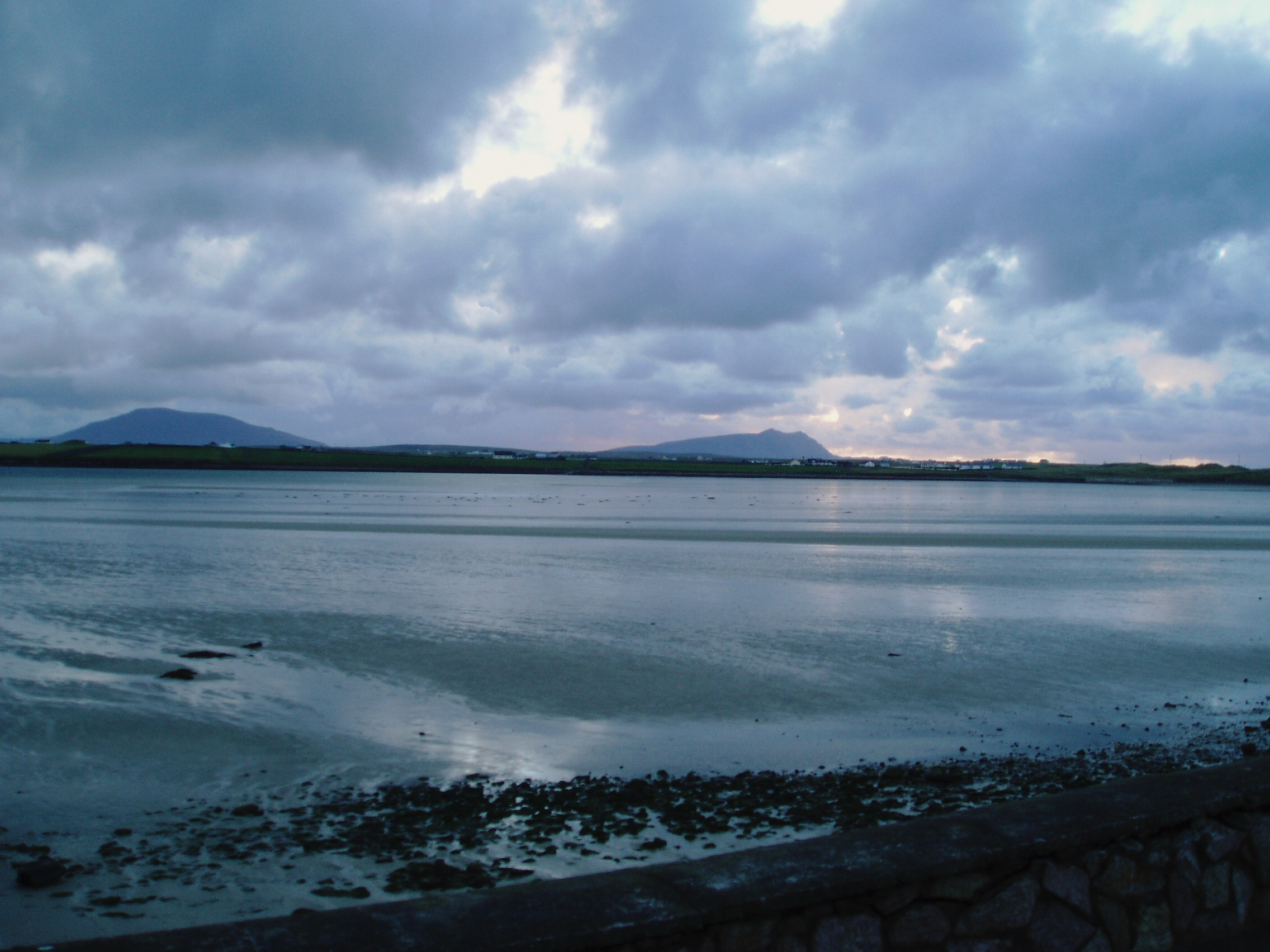
ベルマレット近くのエリー海岸

第二次世界大戦時である1940年8月6日に、ガルダであったウィリアム・カレンはベルマレットの基地にて、アナ・ヘッド（マレット半島最西端の土地）展望台付近にいた沿岸監視隊から連絡を受けた。カレンは大西洋の海流によってイギリス兵の遺体が打ち上げられたと知り、調査に向かった。カレンは遺体が所持していた軍の給与明細書から、兵士がウェールズ連隊第5大隊所属のドナルド・ドミカンであると特定した。ドミカンの遺体は同日の夜にベルマレットの病院に運ばれた後に司法解剖が行われ、死因が溺死であると判断された。ドミカンは翌日に、アイルランドの教会の墓地に埋葬された。同日には、同じ場所に別のイギリス兵の遺体が打ち上げられた。

### 戦後
1958年に、ベルマレットは当時国務大臣であったアースキン・チルダースと、レプラコーンが住む土地であると伝えられた場所にフェンスを設置することに反対した地元の労働者との対立の舞台となった。政府は代わりにフェンスを建設する労働者を発見できなかったため、結局争点となった丘の周りを迂回する形でフェンスを設置することにした。

### 現在
21世紀初頭には、アイルランド経済の向上により人口減少が止まり、ベルマレットでは移民が見られるようになった。2007年に景気が後退し始めてからは雇用が減少しつつあるものの、アイルランドの他の地域と同様にベルマレットとマレット半島は漁業や観光業において優れた天然資源を有しており、地場産業も存在している。

## 祭り
- ラ・アン・ロガ(Lá an Logha) - 毎年8月15日に男性が求婚した女性と街中を歩く祭りである[18]。農民の休日が起源であり、数百年続いている[18]。
- フェイル・ナ・シークテイン(Féile na Seachtaine) - ベルマレットにおける芸術祭であり、多くの催し物やゲームが行われる[19]。

## 気温
| ベルマレットの気候       | ベルマレットの気候 | ベルマレットの気候 | ベルマレットの気候 | ベルマレットの気候 | ベルマレットの気候 | ベルマレットの気候 | ベルマレットの気候 | ベルマレットの気候 | ベルマレットの気候 | ベルマレットの気候 | ベルマレットの気候 | ベルマレットの気候 | ベルマレットの気候 |
| 月                       | 1月                | 2月                | 3月                | 4月                | 5月                | 6月                | 7月                | 8月                | 9月                | 10月               | 11月               | 12月               | 年                 |
| ------------------------ | ------------------ | ------------------ | ------------------ | ------------------ | ------------------ | ------------------ | ------------------ | ------------------ | ------------------ | ------------------ | ------------------ | ------------------ | ------------------ |
| 最高気温記録 °C （°F）   | 13.9 (57)          | 15.1 (59.2)        | 19.5 (67.1)        | 24.4 (75.9)        | 26.6 (79.9)        | 28.3 (82.9)        | 29.9 (85.8)        | 27.7 (81.9)        | 25.4 (77.7)        | 22.1 (71.8)        | 16.3 (61.3)        | 14.9 (58.8)        | 29.9 (85.8)        |
| 平均最高気温 °C （°F）   | 8.9 (48)           | 9.1 (48.4)         | 10.4 (50.7)        | 12.2 (54)          | 14.6 (58.3)        | 16.2 (61.2)        | 17.6 (63.7)        | 17.8 (64)          | 16.5 (61.7)        | 13.7 (56.7)        | 11.0 (51.8)        | 9.2 (48.6)         | 13.1 (55.6)        |
| 日平均気温 °C （°F）     | 6.3 (43.3)         | 6.4 (43.5)         | 7.6 (45.7)         | 9.0 (48.2)         | 11.2 (52.2)        | 13.3 (55.9)        | 14.9 (58.8)        | 15.0 (59)          | 13.6 (56.5)        | 11.1 (52)          | 8.5 (47.3)         | 6.7 (44.1)         | 10.3 (50.5)        |
| 平均最低気温 °C （°F）   | 3.7 (38.7)         | 3.6 (38.5)         | 4.7 (40.5)         | 5.8 (42.4)         | 7.9 (46.2)         | 10.4 (50.7)        | 12.2 (54)          | 12.2 (54)          | 10.7 (51.3)        | 8.4 (47.1)         | 6.0 (42.8)         | 4.2 (39.6)         | 7.5 (45.5)         |
| 最低気温記録 °C （°F）   | −8.1 (17.4)        | −6.3 (20.7)        | −5.7 (21.7)        | −2.6 (27.3)        | −0.4 (31.3)        | 1.4 (34.5)         | 5.1 (41.2)         | 3.1 (37.6)         | 0.8 (33.4)         | −1.7 (28.9)        | −4.5 (23.9)        | −7.6 (18.3)        | −8.1 (17.4)        |
| 降水量 mm （inch）       | 134.0 (5.276)      | 97.1 (3.823)       | 99.2 (3.906)       | 72.0 (2.835)       | 70.4 (2.772)       | 72.1 (2.839)       | 79.0 (3.11)        | 101.9 (4.012)      | 101.8 (4.008)      | 145.9 (5.744)      | 134.0 (5.276)      | 137.4 (5.409)      | 1,244.8 (49.008)   |
| 平均降水日数 （≥0.2 mm） | 23                 | 20                 | 22                 | 18                 | 17                 | 17                 | 20                 | 20                 | 20                 | 23                 | 23                 | 23                 | 246                |
| 平均降雪日数             | 4.5                | 4.2                | 3.1                | 1.4                | 0.1                | 0.0                | 0.0                | 0.0                | 0.0                | 0.0                | 0.9                | 3.0                | 17.3               |
| % 湿度                   | 81.7               | 79.1               | 77.5               | 73.7               | 73.3               | 77.2               | 79.7               | 79.2               | 77.9               | 80.0               | 82.3               | 84.3               | 78.8               |
| 平均月間日照時間         | 43.4               | 65.0               | 96.1               | 156.0              | 189.1              | 156.0              | 136.4              | 136.4              | 120.0              | 86.8               | 48.0               | 37.2               | 1,270.4            |
| 平均日照時間             | 1.4                | 2.3                | 3.1                | 5.2                | 6.1                | 5.2                | 4.4                | 4.4                | 4.0                | 2.8                | 1.6                | 1.2                | 3.5                |
| 出典：アイルランド気象局 |                    |                    |                    |                    |                    |                    |                    |                    |                    |                    |                    |                    |                    |

1. ↑   極値は1956年以降、その他は1981年から2010年までの記録。

## 交通
町から3.7 km離れた場所にベルマレット飛行場がある。
バス・エールンの446系統がベルマレット - バンガー・エリス - クロスモリーナ - バリナを結んでおり、バリナにて鉄道と乗り換えることが可能である。